# Ditti Cretese

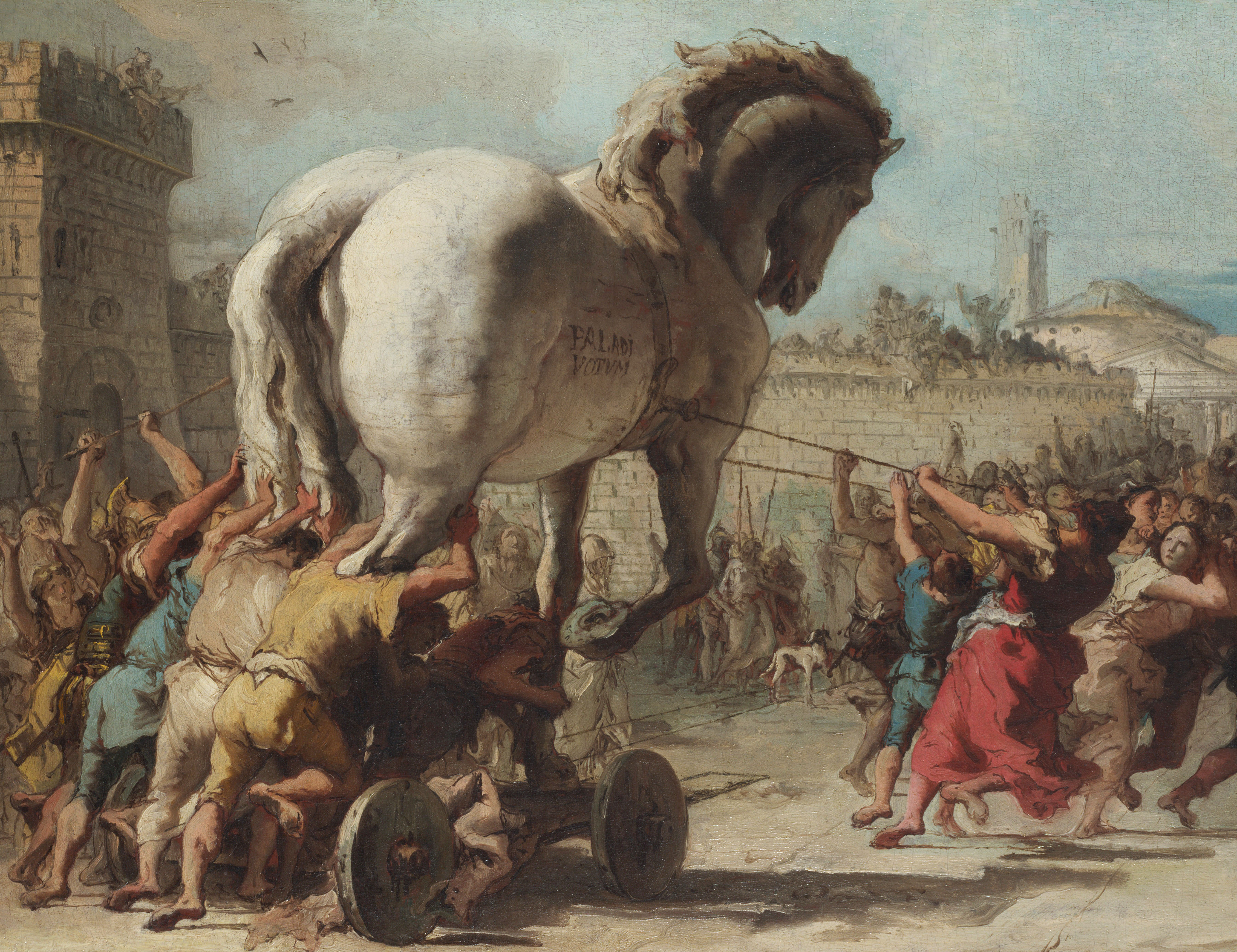
La processione del cavallo di Troia in un dipinto di Tiepolo

Ditti Cretese (in greco antico: Δίκτυς ὁ Κρής?, Díktys ho Krḕs; ... – ...) è stato un romanziere greco antico.

## Biografia
Presunto leggendario cronista ufficiale, al fianco del re di Creta Idomeneo, della Guerra di Troia, Ditti il Cretese è considerato l'autore di un'opera in lingua fenicia, scoperta in una tomba a Cnosso durante l'età di Nerone a seguito di un terremoto, e fatta tradurre in greco dallo stesso imperatore.
La storia del fortunoso ritrovamento ci è nota del racconto che ce ne offre tale Lucio Settimo (IV sec. d.C.?), il quale tradusse in Latino l'opera di Ditti, dandole il titolo di Ephemeris belli troiani. Si legge, infatti, nella prefazione all'Ephemerisː
Dopo molti secoli la tomba di Ditti a Cnosso (già sede del re cretese) cadde a pezzi per l'età. Allora dei pastori, vagando presso le rovine, si imbatterono in una piccola cassetta di ferro ermeticamente chiusa. Pensando che fosse un tesoro, presto lo aprirono, ma portarono alla luce, invece dell'oro o di qualche altro tipo di ricchezza, libri scritti su tavolette di tiglio. Essendo le loro speranze così frustrate, portarono il loro ritrovamento a Prasside, il proprietario di quel luogo. Prasside fece traslitterare i libri nell'alfabeto attico (la lingua era greca) e li presentò all'imperatore romano Nerone, che lo ricompensò riccamente.»
(trad. A. D'Andria)

## Ephemeris Belli Troiani
Nel IV secolo d.C. un certo Lucio Settimio la tradusse in latino con il titolo di Ephemeris Belli Troiani (Diario della guerra di Troia): del testo greco, invece, rimangono pochi frammenti.
Nel prologo, che riprende la dedicatoria di Settimio, si parla della sepoltura dell'intero libro, scritto su tavolette in lingua fenicia, con la salma dell'autore: nel 67, un sisma avrebbe portato alla luce la sepoltura e le tavolette che, trascritte e tradotte, sarebbero state pubblicate per volere di Nerone. 
Nerone, dopo aver ricevuto le tavolette e avendo notato che erano scritte in alfabeto fenicio, ordinò ai suoi filologi fenici di venire a decifrare quanto scritto. Fatto ciò, poiché si accorse che si trattava dei resoconti di un uomo antico che era stato a Troia, li fece tradurre in greco; così fu reso noto a tutti un testo più accurato della guerra di Troia. Quindi concesse doni e cittadinanza romana a Euprasside e lo rimandò a casa.»
Di fatto, anche Suda conosce un Ditti storico della guerra e le stesse circostanze di tempo e di luogo per il ritrovamento del suo volume.
Nell'opera (che, come si apprende da Suda, era originariamente in nove libri) vengono annotati molti fatti del lungo conflitto, dando l'impressione che Ditti sia stato il primo cronista diretto narrante l'intera guerra troiana, abbracciando le vicende dal ratto di Elena ai ritorni degli eroi, mentre Omero riporta solo la fase riguardante l'ultimo anno della guerra. Si tratta, dunque, di un vero e proprio romanzo antiomerico, che fa il paio con quello di Darete Frigio, autore dell'Excidium Troiae (L'Eccidio di Troia).